# الفردوس (ريف دمشق)
ضاحية الفردوس ضاحية صغيرة أنشئت قرب بلدة الهامة التابعة لمحافظة ريف دمشق. تقع شمال غرب دمشق قرب الطريق الدولي الرابط بين دمشق وبيروت. ويقع بداخلها مركز بحوث جمرايا.

## السكان
تحتوي الضاحية على 120 بناء سكني وفيها سوق صغيرة. معظم السكان في الضاحية هم من عمال ومهندسي مركز الدراسات والبحوث العلمية في جمرايا. 

## غارات عام 2013
شنت طائرات تعود لسلاح الجو الإسرائيلي غارة على مركز بحوث جمرايا بتاريخ 31 كانون الثاني عام 2013 وشنت طائرات إسرائيلية غارات أخرى بتاريخ 5 أيار/مايو عام 2013. وتلتها غارات أخرى في أعوام لاحقة.